# Homens da Luta
Homens da Luta (sv: Kampens män) är en portugisisk musikshow komponerad av bröderna Vasco Duarte (Falâncio) och Nuno Duarte "Jel" (Neto).
År 2010 deltog Homens da Luta i Portugals uttagning till Eurovision Song Contest 2010, dock utan framgång. Året därpå ställde de återigen upp i tävlingen, denna gång med sitt bidrag "A luta é alegria". Den 5 mars 2011 vann de den nationella finalen och representerade därför Portugal i Eurovision Song Contest. Låten kvalificerade sig dock inte till final.

### Fotnoter
1. ↑  ”Arkiverade kopian”. Arkiverad från originalet den 9 mars 2011. https://web.archive.org/web/20110309202309/http://www.esctoday.com/news/read/16956. Läst 14 mars 2011.